# Inna Korobkina
Inna Korobkina, née le 23 février 1981 à Magadan, est une actrice russe et canadienne. Elle a émigré au Canada en 1991.

## Filmographie
- 2000 : Un homme à femmes (The Ladies Man) de Reginald Hudlin : la fille de Hef
- 2003 : How to Deal : hôtesse de l'air
- 2004 : L'Armée des morts : Luda
- 2005 : Last Kiss : Natasha Petrov
- 2006 : Angela's Eyes : Cameleon
- 2009 : Le Prix du sang : Catherine Goldstein
- 2011 : Transformers 3 : La Face cachée de la Lune : femme russe